# Loupfougères
Loupfougères – miejscowość i gmina we Francji, w regionie Kraj Loary, w departamencie Mayenne.
Według danych na rok 1990 gminę zamieszkiwało 400 osób, a gęstość zaludnienia wynosiła 21 osób/km² (wśród 1504 gmin Kraju Loary Loupfougères plasuje się na 909. miejscu pod względem liczby ludności, natomiast pod względem powierzchni na miejscu 587.).